# Lijst van Trechaleidae
De lijst van Trechaleidae bevat alle wetenschappelijk beschreven soorten uit de familie van Trechaleidae.

## Amapalea
Amapalea Silva & Lise, 2006
- Amapalea brasiliana Silva & Lise, 2006

## Barrisca
Barrisca Chamberlin & Ivie, 1936
- Barrisca kochalkai Platnick, 1978
- Barrisca nannella Chamberlin & Ivie, 1936

## Caricelea
Caricelea Silva & Lise, 2007
- Caricelea apurimac Silva & Lise, 2009
- Caricelea camisea Silva & Lise, 2009
- Caricelea wayrapata Silva & Lise, 2007

## Demelodos
Demelodos Mello-Leitão, 1943
- Demelodos iheringi Mello-Leitão, 1943

## Dossenus
Dossenus Simon, 1898
- Dossenus guapore Silva, Lise & Carico, 2007
- Dossenus marginatus Simon, 1898

## Dyrines
Dyrines Simon, 1903
- Dyrines ducke Carico & Silva, 2008
- Dyrines huanuco Carico & Silva, 2008
- Dyrines striatipes (Simon, 1898)

## Enna
Enna O. P.-Cambridge, 1897
- Enna baeza Silva, Lise & Carico, 2008
- Enna bartica Silva, Lise & Carico, 2008
- Enna bonaldoi Silva, Lise & Carico, 2008
- Enna braslandia Silva, Lise & Carico, 2008
- Enna caliensis Silva, Lise & Carico, 2008
- Enna caparao Silva & Lise, 2009
- Enna chickeringi Silva, Lise & Carico, 2008
- Enna colonche Silva, Lise & Carico, 2008
- Enna eberhardi Silva, Lise & Carico, 2008
- Enna echarate Silva & Lise, 2009
- Enna estebanensis (Simon, 1898)
- Enna hara Silva, Lise & Carico, 2008
- Enna huanuco Silva, Lise & Carico, 2008
- Enna huarinilla Silva, Lise & Carico, 2008
- Enna igarape Silva, Lise & Carico, 2008
- Enna jullieni (Simon, 1898)
- Enna kuyuwiniensis Silva, Lise & Carico, 2008
- Enna maya Silva, Lise & Carico, 2008
- Enna meridionalis Silva & Lise, 2009
- Enna minor Petrunkevitch, 1925
- Enna nesiotes Chamberlin, 1925
- Enna paraensis Silva, Lise & Carico, 2008
- Enna pecki Silva, Lise & Carico, 2008
- Enna redundans (Platnick, 1993)
- Enna riotopo Silva, Lise & Carico, 2008
- Enna rothi Silva, Lise & Carico, 2008
- Enna segredo Silva & Lise, 2009
- Enna trivittata Silva & Lise, 2009
- Enna velox O. P.-Cambridge, 1897

## Heidrunea
Heidrunea Brescovit & Höfer, 1994
- Heidrunea arijana Brescovit & Höfer, 1994
- Heidrunea irmleri Brescovit & Höfer, 1994
- Heidrunea lobrita Brescovit & Höfer, 1994

## Hesydrus
Hesydrus Simon, 1898
- Hesydrus aurantius (Mello-Leitão, 1942)
- Hesydrus canar Carico, 2005
- Hesydrus caripito Carico, 2005
- Hesydrus chanchamayo Carico, 2005
- Hesydrus habilis (O. P.-Cambridge, 1896)
- Hesydrus palustris Simon, 1898
- Hesydrus yacuiba Carico, 2005

## Magnichela
Magnichela Silva & Lise, 2006
- Magnichela santaremensis Silva & Lise, 2006

## Neoctenus
Neoctenus Simon, 1897
- Neoctenus comosus Simon, 1897
- Neoctenus eximius Mello-Leitão, 1938
- Neoctenus finneganae Mello-Leitão, 1948
- Neoctenus peruvianus (Chamberlin, 1916)

## Paradossenus
Paradossenus F. O. P.-Cambridge, 1903
- Paradossenus andinus (Simon, 1898)
- Paradossenus caricoi Sierwald, 1993
- Paradossenus corumba Brescovit & Raizer, 2000
- Paradossenus longipes (Taczanowski, 1874)
- Paradossenus minimus (Mello-Leitão, 1940)
- Paradossenus protentus (Karsch, 1879)
- Paradossenus pulcher Sierwald, 1993
- Paradossenus venezuelanus (Simon, 1898)

## Paratrechalea
Paratrechalea Carico, 2005
- Paratrechalea azul Carico, 2005
- Paratrechalea galianoae Carico, 2005
- Paratrechalea julyae Silva & Lise, 2006
- Paratrechalea longigaster Carico, 2005
- Paratrechalea ornata (Mello-Leitão, 1943)
- Paratrechalea saopaulo Carico, 2005
- Paratrechalea wygodzinskyi (Soares & Camargo, 1948)

## Rhoicinus
Rhoicinus Simon, 1898
- Rhoicinus andinus Exline, 1960
- Rhoicinus fuscus (Caporiacco, 1947)
- Rhoicinus gaujoni Simon, 1898
- Rhoicinus lugato Höfer & Brescovit, 1994
- Rhoicinus rothi Exline, 1960
- Rhoicinus schlingeri Exline, 1960
- Rhoicinus urucu Brescovit & Oliveira, 1994
- Rhoicinus wallsi Exline, 1950
- Rhoicinus wapleri Simon, 1898
- Rhoicinus weyrauchi Exline, 1960

## Shinobius
Shinobius Yaginuma, 1991
- Shinobius orientalis (Yaginuma, 1967)

## Syntrechalea
Syntrechalea F. O. P.-Cambridge, 1902
- Syntrechalea adis Carico, 2008
- Syntrechalea brasilia Carico, 2008
- Syntrechalea caballero Carico, 2008
- Syntrechalea caporiacco Carico, 2008
- Syntrechalea colombiana Silva & Lise, 2008
- Syntrechalea napoensis Carico, 2008
- Syntrechalea reimoseri (Caporiacco, 1947)
- Syntrechalea syntrechaloides (Mello-Leitão, 1941)
- Syntrechalea tenuis F. O. P.-Cambridge, 1902

## Trechalea
Trechalea Thorell, 1869
- Trechalea amazonica F. O. P.-Cambridge, 1903
- Trechalea boliviensis Carico, 1993
- Trechalea bucculenta (Simon, 1898)
- Trechalea connexa (O. P.-Cambridge, 1898)
- Trechalea extensa (O. P.-Cambridge, 1896)
- Trechalea gertschi Carico & Minch, 1981
- Trechalea lomalinda Carico, 1993
- Trechalea longitarsis (C. L. Koch, 1847)
- Trechalea macconnelli Pocock, 1900
- Trechalea paucispina Caporiacco, 1947
- Trechalea trinidadensis Carico, 1993

## Trechaleoides
Trechaleoides Carico, 2005
- Trechaleoides biocellata (Mello-Leitão, 1926)
- Trechaleoides keyserlingi (F. O. P.-Cambridge, 1903)